# دانييلا ألونسو
دانييلا ألونسو (بالإنجليزية: Daniella Alonso)‏ (من مواليد 22 سبتمبر 1978) ممثلة أمريكية أشتهرت بدورها في مسلسل ريفلوشن الذي عرض على قناة NBC .

## روابط خارجية
- دانييلا ألونسو على موقع IMDb (الإنجليزية)
- دانييلا ألونسو على موقع ألو سيني (الفرنسية)
- دانييلا ألونسو على موقع أول موفي (الإنجليزية)
- دانييلا ألونسو على موقع قاعدة بيانات الأفلام السويدية (السويدية)
- دانييلا ألونسو على موقع قاعدة بيانات الفيلم (الإنجليزية)
- دانييلا ألونسو على موقع كينوبويسك (الروسية)